# Богодарівка (Чорнухинська селищна громада)
Богода́рівка —  село в Україні, у Чорнухинській громаді Лубенського району Полтавської області. Населення становить 356 осіб. Колишній орган місцевого самоврядування — Богодарівська сільська рада.

## Географія
Село Богодарівка знаходиться на відстані 2,5 км від сіл Голотівщина, Нова Петрівщина та Мехедівка (Миргородський район). По селу протікає пересихаючий струмок з загатою.
Перші відомості про село датовані серединою 17 століття. Тоді гетьман Богдан Хмельницький подарував 1100 десятин навколишніх земель пану Сукову. Новий господар мешкав у селі Яхники на Лохвиччині. Він почав заселення нових володінь селянами з Яхників та Лохвиці. Довгий час село мало назву Суківщина, від прізвища пана-засновника. Лишу у 1-й половині 19 століття з'явилася нова благозвучна назва - Богодарівка. Тобто - Дар Божий.
З кінця 17 ст. по 1782 рік село Безсали входили до складу Лубенського козацького полку. Знаходилось на межі Чорнуської та Лохвицької сотень. Після Андрусівського сепаратного перемир'я 1667 року, Лівобережна Україна, у тому числі і Полтавщина, відійшла до складу Московського царства. Лівобережна Гетьманщина  існувала до 1765 року і поділялася на адміністративно-військові одиниці - полки.  У 1782 році окупаційна московська влада остаточно скасувала полковий устрій як такий. З того часу Богодарівка перебувала у складі Лохвицького повіту Чернігівського намісництва. Потім, з 1796 року - у складі однойменного повіту Малоросійської губернії, а 1802 року -  Полтавської губернії.
Власної церкви в селі не було - ходили до сусіднього села. В 1859 році в Богодарівці було: дворів 78, населення 800 осіб. У 1900 році населення зросло до 1213 осіб у 175 дворах. На початку 20 століття в селі працював 21 вітряк. . Велика кількість населення потребувала власного закладу початкової освіти.  1913-14 роках на кошти Лохвицького земства та за проєктом Опанаса Сластіона,  в селі збудували двокомплектну земську школу.

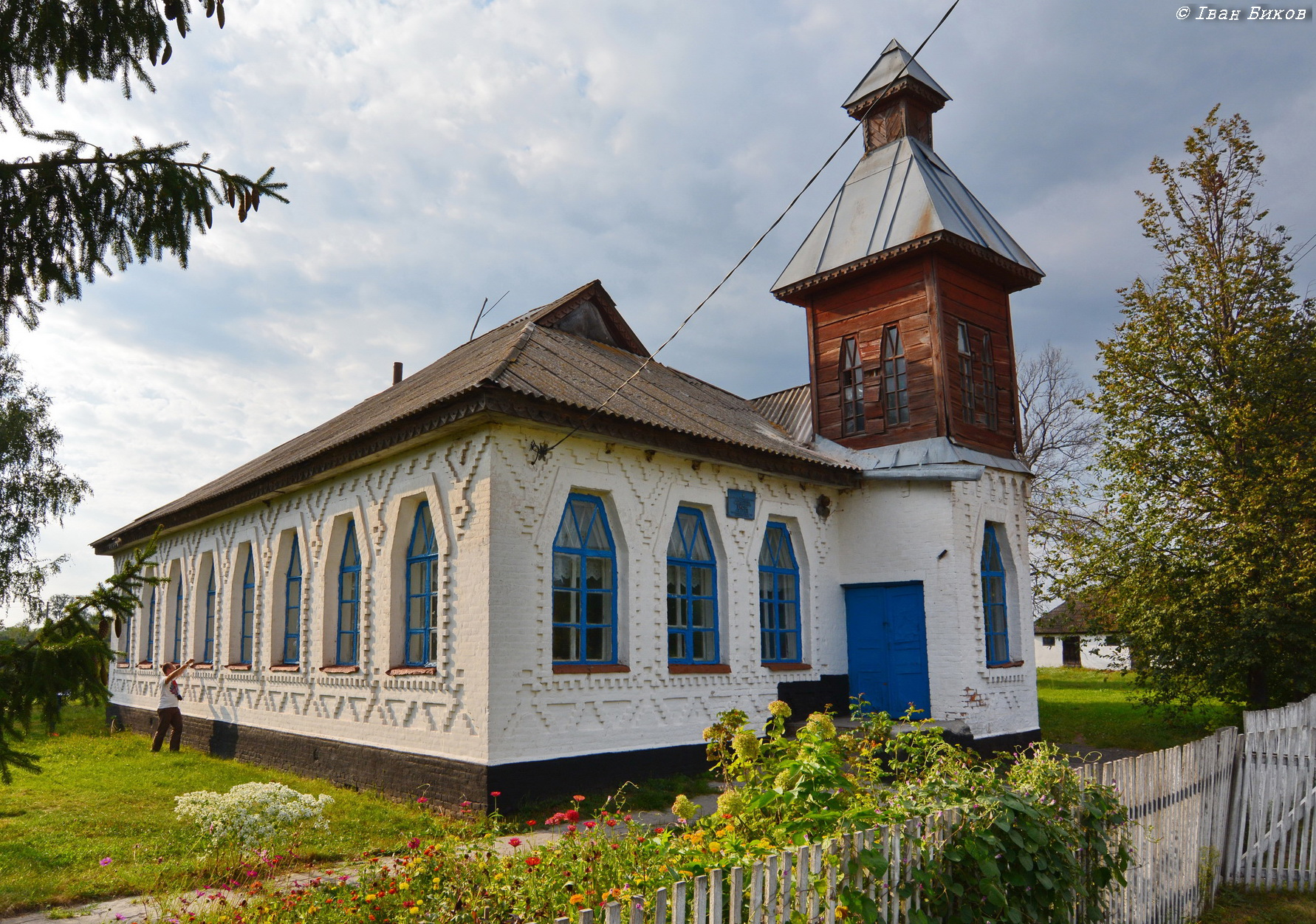
Школа земська двокомплектна у селі Богодарівка. Збудована у 1913-14 роках.

## Об'єкти культурної спадщини

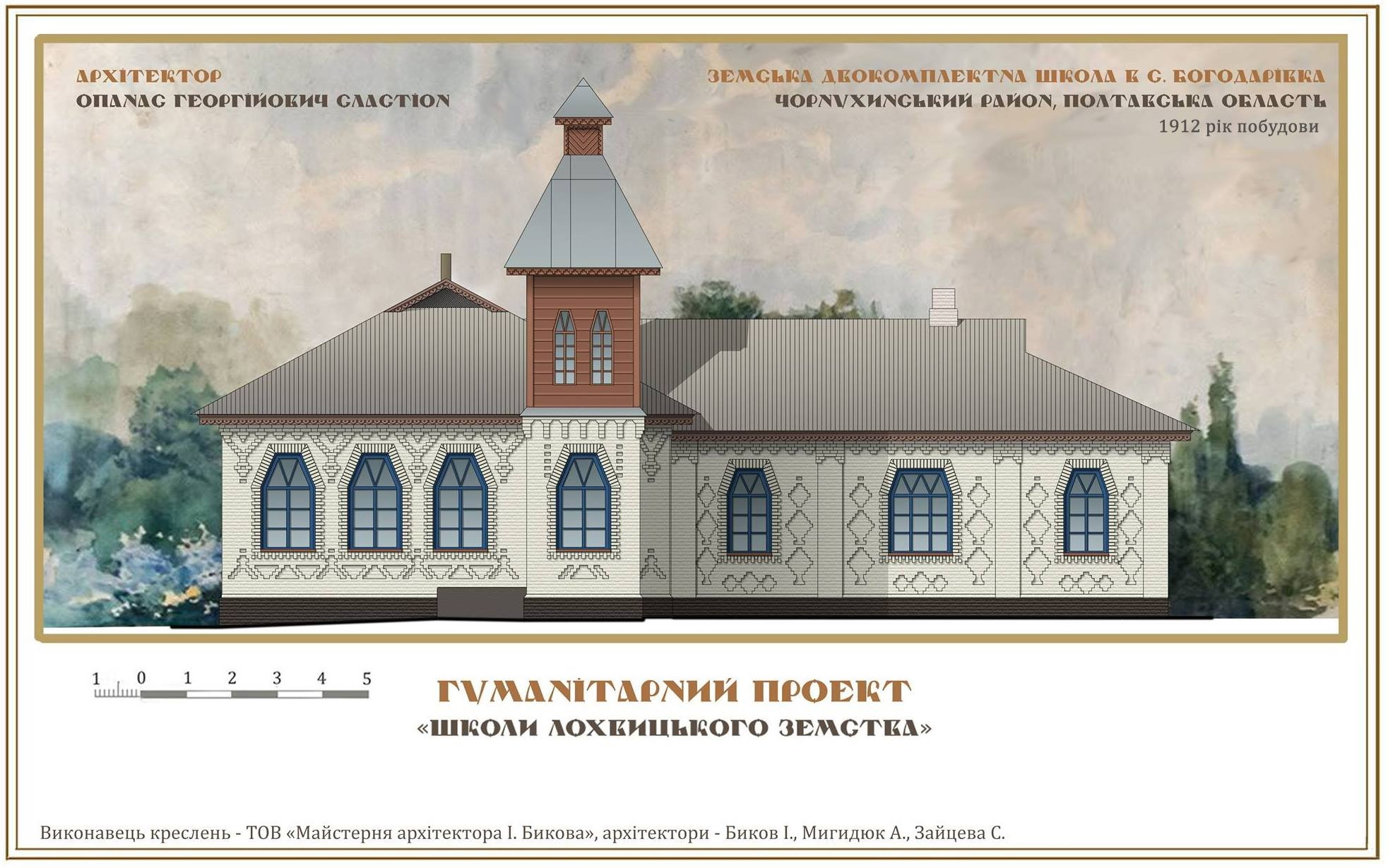
Обмірний фасад школи у селі Богодарівка. Виконаний Майстернею архітектора І.Бикова

1.Школа земська двокомплектна ( двокласна) Лохвицького земства. Збудована протягом 1913-14 років в стилі українського модерну за проєктом відомого архітектора і художника Опанаса Сластіона. Розташована в північній частині села. Школа дерев'яна, обкладена цеглою, одноповерхова, у плані - Т-подібна. Площі стін будівлі прикрашені багатим цегляним декором на основі українських народних орнаментів. Школа має шестикутні двері та вікна, що є головною ознакою стиля український модерн. Головний вхід підкреслений високою декоративною башточкою з шатровим завершенням. У 2016 році школа, що працювала більше 100 років, була зачинена у зв'язку з малою кількістю школярів ( менше 25 осіб). Наразі існує загроза розорення. Будівля відноситься до цінних зразків зниклого мистецького стилю український архітектурний модерн (УАМ). У вересні 2016 року проєкт "Школи Лохвицького земства" та Майстерня архітектора І.Бикова виконали архітектурні обміри пам'ятки. Скоро вона має отримати охоронний статус.